# Jutta Leerdamová
Jutta Monica Leerdamová (* 30. prosince 1998 's-Gravenzande) je nizozemská rychlobruslařka.
V juniorském Světovém poháru debutovala v roce 2017, téhož roku poprvé startovala na juniorském světovém šampionátu, kde zvítězila ve víceboji. Od roku 2018 startuje ve Světovém poháru. V sezóně 2018/2019 se rovněž poprvé představila na evropských a světových šampionátech. Na Mistrovství Evropy 2019 byla čtvrtá ve sprinterském víceboji, z Mistrovství světa na jednotlivých tratích 2019 si přivezla zlatou medaili z týmového sprintu (také byla pátá na 1000 m a šestnáctá na 500 m) a na sprinterském MS 2019 skončila desátá. Na ME 2020 získala zlatou medaili v závodě na 1000 m a na Mistrovství světa na jednotlivých tratích 2020 vyhrála kilometrovou distanci a týmový sprint. Na Mistrovství Evropy 2021 zvítězila ve sprinterském víceboji a z MS 2021 si přivezla stříbro z distance 1000 m. Vítězství v závodě na kilometrové trati obhájila na Mistrovství Evropy 2022 a na Zimních olympijských hrách 2022 vybojovala v závodě na 1000 m stříbrnou medaili a na poloviční trati byla pátá. Krátce poté zvítězila ve sprinterském víceboji a v týmovém sprintu na světovém šampionátu 2022.
V letech 2017–2022 byl jejím partnerem rychlobruslař Koen Verweij, roku 2023 navázala vztah s boxerem a internetovou osobností Jakem Paulem.